# Арт-рынок
Арт-рынок — совокупность взаимодействующих друг с другом субъектов и институтов, которые создают, вводят в обращение и потребляют искусство.
По статистике за 2013—2014 гг. лидерами рынка являются Китай и США, причём китайский рынок современного искусства обогнал американский, достигнув объёма в €601 млн, что составляет 40 % от мирового объёма, в то время как США, делившие в предыдущем году первенство с Китаем, стали лишь вторыми с 552 млн евро (38 %). Таким образом, эти две страны делят между собой 78 % мирового рынка современного искусства.

## Отличительные особенности арт-рынка и произведения искусства как товара
В контексте рыночных отношений произведение искусства становится товаром, который, обладая своей спецификой, наделяет арт-рынок рядом отличительных особенностей.
1. В отличие от специалистов в любых других областях, художники, даже будучи в определённой степени одаренными, далеко не всегда добиваются успеха и становятся известными. Это связано прежде всего с тем, что без помощи специалиста (арт-дилера) большинство художников не способны продвинуться на рынке самостоятельно (однако в современной практике все же существуют исключения: Демиен Херст, Джеф Кунс, Трейси Эмин)
2. Художникам нужны посредники (арт-дилеры) (как правило, художники не способны продвинуть себя на рынке из-за отсутствия образования в сфере маркетинга), а арт-дилерам необходимы художники (чтобы им было, что продавать). На рынке эти два субъекта теснейшим образом связаны и вынуждены работать друг с другом
3. Рыночная стоимость товара мало зависит от его потребительской ценности (далеко не все дорогие картины будут служить хорошим украшением в интерьере) и от общественного мнения о его ценности (то, что одни эксперты положительно оценивают какое-либо произведение искусства, не означает, что другие эксперты будут с ними согласны).
4. Один и тот же арт-объект может стоить по-разному. Картина с подписью известного автора будет оценена гораздо выше, чем та же самая картина, но без подписи
5. Не существует четкой системы оценки качества произведений искусства.
6. В отличие от других рынков, на рынке искусства не спрос рождает предложение. При создании арт-объекта художник не ориентируется на желания потенциальных покупателей.
7. Реальная стоимость произведения искусства практически не зависит от материальной себестоимости его создания. Одной из причин этого является брендинг. Картина брендового художника, проданная на брендовом аукционе, может быть оценена в тысячи долларов, даже если это холст, закрашенный одним цветом.
8. Произведение искусства имеет не только собственную стоимость, которая включает в себя затраты на материалы, но и опосредованную, которая может отличаться от собственной.

## Структура арт-рынка
Говоря о субъектах арт-рынка, можно выделить несколько основных:
- Художники
- Аукционные дома
- Художественные галереи — коммерческие и некоммерческие (их представляет арт-дилер)
- Коллекционеры

Помимо этих четырёх, существуют и другие, но их влияние в мире искусства менее существенно.
Арт-рынок подразделяется на «первичный» и «вторичный». На первичном рынке произведения искусства продаются впервые, в то время как на вторичном рынке произведения искусства перепродаются.

## История
Процесс формирования и развития арт-рынка условно может быть разделен на два этапа: до-рыночный и рыночный. На первом этапе существовали только два субъекта арт-рынка — потребитель и производитель (художник). Этот этап характеризуется распространением такой формы отношений как дар, дарение, существовавших ещё в древности, и основан на безвозмездном перемещении какого-либо предмета искусства. Позже дар и дарение сменила другая форма обмена — заказ. Однако арт-рынок, каким мы его знаем сегодня, возник позже, в период перехода к рыночной экономике. Так, в середине XIX века в художественной сфере произошел переход от системы заказа к свободному рыночному акты купли-продажи. 1990-е гг стали поворотным моментом в формировании рынка произведений: основание группы «Молодых британских художников» (Young British Artists), и прошедшие в 1997 году торги Sotneby’s, на которых холст Пикассо «Мечта» был продан за 49 млн долларов, ознаменовали переход на новый этап развития арт-рынка. Однако стабильно высокую прибыль всем участникам рынка продажи современного искусства начали приносить лишь с 2004 г.
Российский арт-рынок возник позже и развивался в несколько этапов. Первый этап 1985—1990 гг. — художники обретают больше свободы, и государство больше не контролирует искусство. Это сопровождается мировым спросом на русское и советское искусство, так называемым «русским бумом», апофеозом которого стал аукцион Sotheby’s, прошедший в Москве в 1988 году.
В 1990—1993 гг. российский арт-рынок начал формироваться и стремительно развиваться. Легализация положения продавца и покупателя, и их отделение от государственных структур, стали почвой для формирования новой сферы художественного предпринимательства, осуществляющего товарное обращение предметов искусства. На рынке появляются многочисленные посредники: галереи, антикварные салоны, аукционные дома. К 1995 году только в Москве насчитывалось по неофициальным данным 113 частных арт-галерей.
Период 1993—1999 гг. ознаменовал собой кризис развития рынка искусств в России: участникам арт-рынка не хватало практических знаний, а современное российское искусство исчерпало свои ресурсы, не появилось ни одного значительного нового художника или художественной инициативы.
В 2000-е годы период застоя сменился стремительным развитием: появляются галереи, работающие по западному образцу («Винзавод», «Красный Октябрь», «Гараж», Art Play, Флакон), а с 2003 ведет свою историю Московская биеннале современного искусства с приглашенными иностранными кураторами и звездами.
За более чем 25 лет арт-рынок в России пережил несколько подъёмов и спадов, но он по-прежнему остается не включенным в международный арт-бизнес и работает по своим законам.

## Взаимодействие субъектов арт-рынка

### Первичный рынок современного искусства
Как уже отмечалось ранее, первичный рынок произведений искусства — это работы, впервые предлагаемые к продаже. Здесь главными субъектами являются коллекционеры, художники и арт-дилеры. Функция арт-дилера — продвижение художника и продажа его работ. Как правило, чтобы найти художников, дилеры посещают выставки выпускников художественных школ, а затем устраивают выставки их работ в своих галереях, а также возят их по художественным ярмаркам. В зависимости от цели, которую преследует арт-дилер, выставки делятся на два типа: 1) Выставки, имеющие имиджевый эффект (устраиваются для повышения известности художника, на них обычно ничего не продаётся); 2) Выставки, имеющие прямой коммерческий эффект (проводятся для более узкой аудитории, уже заинтересованной в покупке произведения искусства).
Арт-дилеров в свою очередь можно поделить на три категории: 1) Дилеры из локальных галерей, представляющие художников, которые ещё не готовы для галерей более высокого уровня, или, которые были ею отвергнуты, а также кооперативные объединения художников, которые вместе устраивают выставки и несут расходы.
2) Дилеры мейнстрима. Они стоят на ступеньку выше локальных и представляют от 15 до 25 художников, каждый из которых может рассчитывать на персональную выставку в галерее дилера примерно раз в полгода. Дилер продвигает художника, рекомендует его коллекционерам, журналистам и музейным кураторам. Для художника первая персональная выставка у мейнстримного дилера — шанс обрести известность и начать получать приличную плату за свои работы. Часть произведений дилер мейнстрима продает на комиссионных условиях.
3) Брендовые дилеры — стоят на вершине дилерской пирамиды. В галереях брендовых дилеров представляются художники, добившиеся большого успеха, число которых меньше 1 % от числа всех современных художников. Необходимыми условиями для становления брендовым арт-дилером, помимо профессионализма в области искусства и маркетинга, являются наличие значительного свободного капитала и большого количества связей в мире искусства. Примеры брендовых дилеров — Джозеф Генри Дьювин, Амбруаз Воллар, Лео Кастелли и Ларри Гагосян.

### Вторичный рынок современного искусства
Вторичный рынок произведений искусства подразумевает перепродажу арт-объектов: это продажа, покупка и обмен между коллекционерами, дилерами и музеями.
На вторичном арт-рынке, помимо уже упоминающейся тройки субъектов (коллекционеры, дилеры, художники), немаловажную роль играют также аукционные дома (самые главные — «Christie’s» и «Sotheby’s») и продавцы произведений искусства, которых ещё называют комитентами. В роли комитента может выступать как коллекционер, так и арт-дилер или музей.
Классическая схема продаж на вторичном рынке начинается с комитента, который обращается в аукционный дом, чтобы выставить произведение искусства на продажу. При этом комитент обязуется выплатить аукционному дому комиссионные — процентное вознаграждение, которое, как правило, составляет 20 % от продажной цены и выше. После заключения договора аукционный дом организовывает транспортировку и хранение арт-объектов, проверяет их аутентичность и провенанс (историю владельцев), готовит каталоги, фотографии и выставки. Далее проводится аукцион. Все аукционы по искусству пользуются системой с повышением стартовой цены. Торги начинаются с низкой стартовой цены, после чего участников просят повышать цену; лот считается проданным, только когда предложения заканчиваются. После этого к окончательной цене с торгов добавляется «премия» (тоже представляет собой определённый процент от цены), и покупателю вручается счёт на общую сумму, выплатив которую он может рассчитывать на то, что ему расскажут о состоянии произведения, обеспечат услуги специалиста и транспортировку картин.
Существует также практика «гарантированной цены», когда при заключении договора с комитентом аукционный дом берёт на себя обязанность выплатить ему заранее обговоренную сумму денег при любом исходе торгов, даже если его лот уйдёт по более низкой цене. В случае, если окончательная цена окажется выше гарантированной, аукционный дом удерживает в свою пользу двадцать пять процентов от суммы, превышающей гарантированную цену. Данная практика позволяет не уступить влиятельного коллекционера-комитента другому аукционному дому, а также повысить престиж данного аукциона и привлечь других комитентов и покупателей.
Во всём данном процессе арт-дилер может играть роль не только самого продавца, но и консультанта (помогая своему клиенту с выбором произведения искусства), а также посредника (между покупателем и аукционным домом), выступая в качестве представителя своего клиента на торгах.

## Арт-рынок ифальсификация произведений искусства
Тяжёлым ударом для рынка произведений искусства стало разоблачение в 1978 году наиболее крупного европейского фальсификатора графики и картин старых мастеров и арт-дилера Эрика Хебборна. В 1991 году в первом издании своей автобиографии он признал, что изготовил и продал через крупнейшие аукционы более 1000 подделок, а также раскрыл подробности периода своей жизни, когда он занимался фальсификациями. Художник настаивал, что многие из его подделок так и остались неразоблачёнными и находятся в частных коллекциях и даже государственных музеях по всему миру. Всего за несколько недель до таинственной смерти Хебборн опубликовал новую книгу «Учебник фальсификатора». Она содержала набор инструкций по подделке и продаже рисунков и картин, выполненных в европейской традиции. Пресса предполагала, что к гибели художника могли быть причастны как итальянская мафия, с которой он, предположительно, сотрудничал в последние годы жизни, так и разъярённый коллекционер произведений искусства, обманутый Хебборном.
Другим ударом по арт-рынку стал судебный процесс по делу о фальсификации целой коллекции викторианских фотографий художником Грэмом Овенденом и фотографом Говардом Греем. В 1980 году против Овендена и Грея был возбуждён судебный иск. Овенден заявил в суде, что цель фальсификаторов заключалась не в получении крупной суммы денег, а в том, чтобы «показать истинный уровень тех, кто занимается искусством, тех, кто объявляет себя экспертами, ничего не зная, [и] тех, кто получает прибыль, превращая эстетические ценности в финансовые». Грей и Овенден были оправданы решением коллегии присяжных. В результате устойчивого интереса к судебному процессу общественности и его широкого освещения в прессе цены на коллекцию работ вымышленного мистификаторами фотографа Фрэнсиса Хетлинга резко возросли и приблизились к 50 000 фунтов стерлингов за фотографию.

## В России
Российский арт-рынок значительно отстаёт от западного и даже восточного — по оценкам экспертов на 2013—2014 год арт-рынок России занимал 21-е место, уступая филиппинскому.
Прежде всего это объясняется отсутствием законодательства в данной области, а также недостаточная поддержка деятелей искусства и культуры со стороны государства. На сегодняшний день никаких преференций нет ни у галерей, которые платят те же налоги, что и, например, модные бутики, ни у меценатов, благотворительная деятельность которых никак не поддерживается стимулирующим налогообложением.
Также отсутствует юридическая культура бизнес-отношений, что ведёт к возникновению недоверия между двумя главными субъектами арт-рынка — художниками и арт-дилерами. Это в свою очередь убивает маркетинговые принципы, без которых невозможны никакие взаимоотношения на рынке, в том числе и на рынке искусства. Игнорирование маркетинговых принципов субъектами арт-рынка вытекает ещё и из того факта, что арт-маркетинг и коммерческое продвижение арт-объектов в России в принципе отсутствуют. Дело в том, что большинство операторов современного российского арт-рынка — выходцы из творческой среды — художники и искусствоведы, которые, в силу отсутствия дополнительного образования, игнорируют рыночные реалии и рыночные технологии продвижения товара.
Слабо развитый рынок произведений искусства является одной из причин отсутствия сформировавшегося слоя коллекционеров, которые бы были заинтересованы в приобретении произведений искусства, что в свою очередь также препятствует развитию арт-рынка.